# Hot Fuzz
Hot Fuzz är en brittisk-fransk actionkomedifilm från 2007.

## Handling
Nicholas Angel (Simon Pegg) är en av de bästa poliserna i London, med 400% fler gripanden än någon annan polis. Han är för bra och får andra poliser att framstå som dåliga. Därför skickas han till den sömniga staden Sandford. Han möter Danny Butterman (Nick Frost), en annan polis som är son till polischefen Frank Butterman (Jim Broadbent). Danny är ett stort fan av actionfilmer och tror att hans nya partner måste vara en riktig "bad boy" och hans chans att uppleva livet av skottstrider och biljakter han längtar efter. Men Angel tror inte på honom och beskriver det som bara fantasi. Men när en serie av oförklarliga dödsfall inträffar i staden förstår Angel att det är något som är fel, trots att alla andra i staden inklusive polisen påstår att det bara var olyckor. Nu måste han försöka att lösa morden innan det är för sent.

## Om filmen

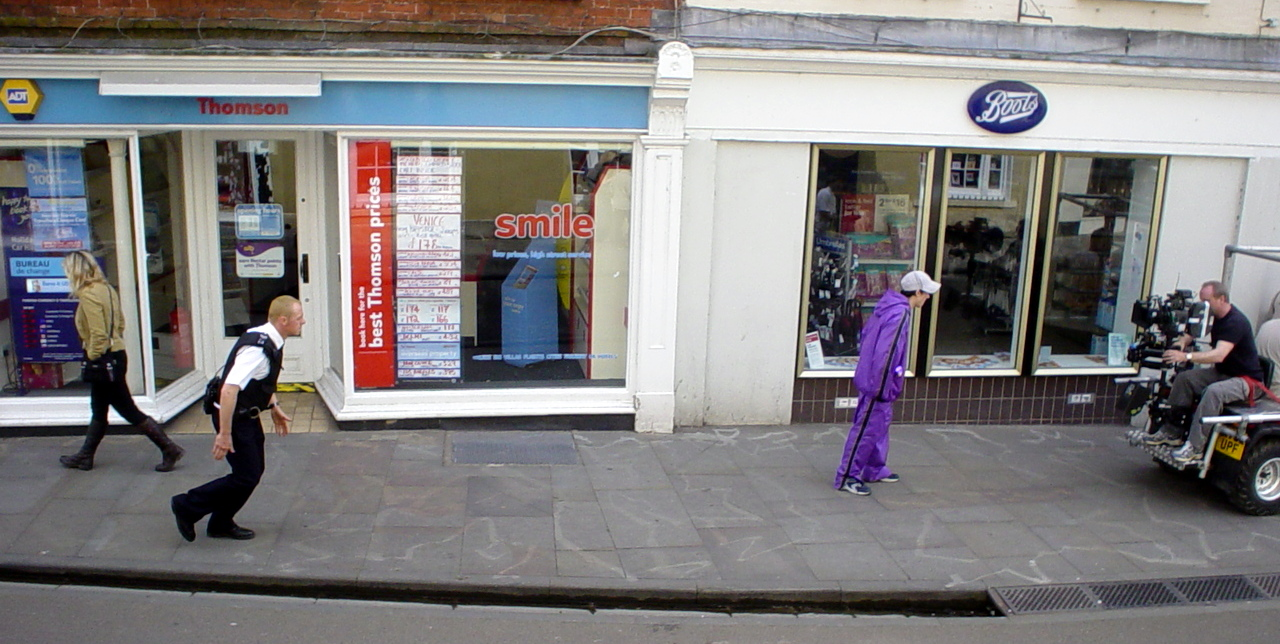
Simon Pegg under en inspelning i Wells.

Hot Fuzz regisserades av Edgar Wright. Han och Simon Pegg har även skrivit manuset till filmen. De båda har tidigare skrivit manus till filmen Shaun of the Dead från 2004 och TV-serien Spaced, som båda regisserats av Wright. Hot Fuzz hade premiär 16 februari i Storbritannien, 20 april i USA och i Sverige 13 april, 2007. 

### Mottagande
Filmen har fått positiva recensioner från kritiker. Rotten Tomatoes rapporterade att 90% av kritiker gav filmen positiva recensioner, baserad på 180 recensioner. Metacritic rapporterade att filmen hade 81 poäng av 100.

### Publiktillströmning
Under filmens första helg spelade den in £7,1 miljoner i Storbritannien. I USA spelade den in $5,8 miljoner från bara 825 biografer. Rogue Pictures expanderade filmens bioräkning från 825 till 1272 och den spelade in $4,9 miljoner, som representerade 17% i inspelningen.

## Rollförteckning (urval)
| Simon Pegg      | – konstapel (senare inspektör) Nicholas Angel |
| Nick Frost      | – konstapel Danny Butterman                   |
| Jim Broadbent   | – chefsinspektör Frank Butterman              |
| Paddy Considine | – detektivsergeant Andy Cartwright            |
| Timothy Dalton  | – Simon Skinner                               |
| Martin Freeman  | – sergeant på Metropolitan Police             |
| Bill Nighy      | – chefsinspektör på Metropolitan Police       |
| David Bradley   | – Arthur Webley                               |
| Sampson         | – Saxon                                       |

## Kuriosa
- Filmen inkluderar cameoroller, exempelvis Cate Blanchett som spelar en brottsplatskontrollant och Peter Jackson som en tjuv iklädd i en tomtedräkt.
- Eftersom mycket av filmen humor bygger på kontrasten mellan äkta polisarbete och poliser i actionfilmer så var filmen noga med Angel och senare även Butterman skulle agera med procedurell korrekthet. Detta inkluderade att visa pappersarbete och att alla poliserna i den avslutande eldstriden endast använder icke-dödligt våld.
- En av dvd:erna som Danny tittar på i matbutiken är Shaun of the Dead, med en prislapp över Simon Peggs ansikte.